# Resolução 245 do Conselho de Segurança das Nações Unidas
A Resolução 245 do Conselho de Segurança das Nações Unidas aprovada por unanimidade em 25 de janeiro de 1968, depois que o governo da República da África do Sul se recusou a cumprir a Resolução 2324 da Assembleia Geral e continuou a julgar os presos do Sudoeste Africano, o Conselho exigiu que esses prisioneiros fossem libertados e repatriados e convidou todos os estados a exercer sua influência a fim de induzir o governo sul-africano a cumprir a resolução.